# Генріх V (граф Люксембургу)
Генріх V Білявець (фр. Henri V le Blondell; нім. Heinrich V. der Blonde; 1216 — 24 грудня 1281) — граф Люксембургу в 1247—1281 роках, маркграф Намюра в 1256—1264 роках (як Генріх III), граф Арлона. Засновник династії Люксембургів (Лімбурго-Люксембурзький дім).

## Життєпис
Походив з Лімбурзького дому. Старший син Валерана II, герцога Лімбургу, та Ермезінди II, графині Люксембургу. Народився 1216 року. 1226 року помирає його батько, від якого Генріх успадкував графство Арлон.
1240 року одружився з представницею династії Скарпон, отримавши як посаг сеньйорію Лін'ї-ан-Барруа з умовою, що вона залежатиме від графів Бара. 1247 року після смерті матері успадкував графства Люксембург і Ла Рош-ан-Арденн, віддавши братові Жерару графство Дарбюі.
У 1256 році приніс оммаж за сеньйорію Лін'ї Теобальду II, королю Наварри і графу Шампані. Того року правовий статус Намюрського маркграфства опинився під питанням: 1256 року Балдуїн II де Куртене, імператор Латинської імперії та маркграф Намюрський, заклав Намюр королю Франції, а ще 1245 року імператор Фрідріх II Гогенштауфен передав Намюр Маргариті II Фландрській, що 1249 року віддала синові Жану I д'Авену (було визнано королем Вільгельмом I). 1256 року помер король Вільгельм I, а Жан I д'Авен за Пероннським договором відмовився від Намюра на користь Дамп'єрів. Скориставшись з цих обставин, Генріх V як спадкоємець Намюрського дому за материнською лінією захопив Намюрське маркграфство.
1263 року Балдуїн II де Куртене остаточно продав Намюр Гі де Дамп'єру, графу Фландрському. Наслідком цьому Генріх V почав війну проти останнього, але зазнав поразки. У 1264 році було укладено мирний договір, за яким Дамп'єр одружився з донькою графа Люксембурга, а маркграфство Намюр було оформлено як посаг.
1266 року підтримав Фрідріха III, герцога Лотарингії, у протистоянні з Вільгельмом де Транелем, єпископом Меца, та абатством Ремірмон. У свою чергу останніх підтримав дядько графа Люксембурзького — Теобальд II, граф Бара. 14 вересня того ж року в битві біля Прені Генріх V зазнав поразки й потрапив у полон до графа Барського. Арбітром виступив Людовик IX, король Франції, який вирішив, що граф Люксембургу повинен принести оммаж за Лін'ї барському графу Теобальду II.
1270 року отримав від папи римського Климента IV 15 тис. турських ліврів, на які сформував загін, з яким доєднався до Восьмого хрестового походу. Потім став учасником Дев'ятого хрестового походу на чолі з принцом Едуардом Плантагенетом. 1272 року повернувся на батьківщину.
Помер Генріх V 1281 року в Майнці. Йому спадкував син Генріх VI.

## Родина
Дружина — Маргарита, донька Генріха II Скарпона, графа Бара.
Діти:
- Генріх (бл. 1250—1288), граф Люксембургу
- Валеран (д/н—1288), граф де Ла Рош-ан-Арденн, сеньйор де Ліньі, де Руссі і де Бовуар, родоначальник гілки Люксембург-Лін'ї
- Філіппа (1252—1311), дружина Жана II д'Авен, графа Ено, Голландії і Зеландії
- Маргарита
- Жанна (д/н—1310), абатиса монастиря Кляйрефонтайна
- Ізабелла (1247—1298), дружина Гі де Дампєра, маркграфа Намюра, графа Фландрії

- 3 бастарди